# فالديتوريس
بلدية فالديتوريس (بالإسبانية: Valdetorres)‏, هي إحدى بلديات مقاطعة بطليوس, التي تقع في منطقة إكستريمادورا, والتي تقع في غرب إسبانيا.
يبلغ عدد سكانها 1.379 نسمة وفقاً لإحصائية سنة (2002).